# HD DVD
HD DVD (англ. High-Definition/Density DVD — «DVD высокой чёткости/ёмкости») — технология записи оптических дисков, разработанная компаниями Toshiba, NEC и Sanyo. HD DVD (как и Blu-ray Disc) использует диски стандартного размера (120 миллиметров в диаметре) и фиолетовый лазер с длиной волны 405 нм.
19 февраля 2008 года компания Toshiba объявила о прекращении поддержки технологии HD DVD в связи с решением положить конец войне форматов.

## Обзор
Однослойный диск HD DVD имеет ёмкость 15 GB, двухслойный — 30 GB. Toshiba также анонсировала трёхслойный диск, который может хранить до 45 GB данных. Это меньше, чем ёмкость основного соперника Blu-ray, который поддерживает 25 GB на один слой и 100 GB на три слоя. Оба формата используют одни и те же методики сжатия видео: MPEG-2, Video Codec 1 (VC-1, базируется на формате Windows Media Video 9) и H.264. Важным фактором привлекательности HD DVD по сравнению с Blu-ray является также тот факт, что большая часть оборудования для производства DVD может быть переоснащена для производства HD DVD, так как использует ту же технологию производства.

### Структура диска
HD DVD-ROM, HD DVD-R и HD DVD-RW могут иметь как один слой ёмкостью 15 ГБ, так и два слоя, ёмкостью 30 ГБ. HD DVD-RAM имеет один слой ёмкостью 20 GB. Все HD DVD плееры обратно совместимы с DVD и CD.
| Физический размер    | Ёмкость однослойного диска | Ёмкость двухслойного диска |
| -------------------- | -------------------------- | -------------------------- |
| 12 см, односторонний | 15 ГБ                      | 30 ГБ                      |
| 12 см, двухсторонний | 30 ГБ                      | 60 ГБ                      |
| 8 см, односторонний  | 4,7 ГБ                     | 9,4 ГБ                     |
| 8 см, двухсторонний  | 9,4 ГБ                     | 18,8 ГБ                    |

### Скорость записи
Скорость HD DVD несколько выше скорости BD-R.
| Скорость | Скорость передачи данных | Скорость передачи данных | Примерное время записи |
| -------- | ------------------------ | ------------------------ | ---------------------- |
| 1x       | 36,55 Мбит/с             | 4,57 МБ/с                | 56 мин.                |
| 2x       | 73 Мбит/с                | 9,13 МБ/с                | 28 мин.                |

### Виды дисков
- HD DVD-R — High Density DVD Recordable  — диск однократной записи HD DVD. Объём однослойного диска может достигать 15 ГБ, двухслойного — 30 ГБ.
- HD DVD-RW — High Density DVD Rewritable — перезаписываемый диск HD DVD. Объём однослойного диска может достигать 15 ГБ, двухслойного — 30 ГБ. Количество допустимых циклов перезаписи превышает 1000 раз.
- HD DVD-RAM — формат записи дисков HD DVD. Предлагается в качестве замены формату DVD-RAM. Метод основан на произвольном доступе к медиаданным на оптическом диске, что позволяет увеличить объём записываемой информации до 20 ГБ. Формат коммерчески не реализован.

## Война форматов
Противостояние двух форматов HD DVD и Blu-ray, неофициально названное «Война форматов», разрешилось в пользу последнего. Компания Toshiba (основной сторонник HD DVD) официально отказалась от данного формата и прекращает его производство. Важным аргументом в этом споре выступило то, что ряд голливудских киностудий и, в частности, Warner Bros (последняя компания, выпускавшая свою продукцию в обоих форматах), отказался от использования HD DVD в январе 2008 года в пользу Blu-ray.